# Andréi Zhilkin
Andréi Sergueyévich Zhilkin –en ruso, Андрей Сергеевич Жилкин– (Moscú, 9 de marzo de 1995) es un deportista ruso que compite en natación. Ganó una medalla de bronce en el Campeonato Europeo de Natación de 2021, en la prueba de 50 m mariposa.

## Palmarés internacional
| Campeonato Europeo | Campeonato Europeo | Campeonato Europeo | Campeonato Europeo |
| Año                | Lugar              | Medalla            | Prueba             |
| ------------------ | ------------------ | ------------------ | ------------------ |
| 2021               | Budapest (Hungría) | Medalla de bronce  | 50 m mariposa      |